# Солодкий корінь
Солодкий корінь, соло́дка, солоде́ць (Glycyrrhiza) — рід багаторічних рослин родини бобових.
В Україні — 3 види:
1. Солодка гола (G. glabra L.), росте на солончакуватих місцях, приморських схилах на півдні України. Рослину використовують у медицині (як відхаркувальний та легкий послаблюючий засіб, для виготовлення пілюль, що поліпшують смак). Солодка може посилювати тромбоутворення та послаблювати ефект антикоагулянтів. У харчовій промисловості: для підсолоджування пива, лимонаду, квасу; екстракт кореня для кулінарних і кондитерських виробів, а також як піноутворювач у вогнегасниках тощо;
2. Солодка щетиниста (G. echinata L.), росте на солончакуватих луках, у чагарниках, у заплавах річок, подах — на півдні лісостепу, в степах і в Криму;
3. Солодка шорстка (G. hirsuta Pall.), зрідка росте на солончакуватих місцях в приморських частинах степу.

## Види
- Glycyrrhiza acanthocarpa
- Glycyrrhiza aspera
- Glycyrrhiza astragalina
- Glycyrrhiza bucharica
- Glycyrrhiza echinata
- Glycyrrhiza eglandulosa
- Glycyrrhiza foetida
- Glycyrrhiza foetidissima
- Glycyrrhiza glabra
- Glycyrrhiza gontscharovii
- Glycyrrhiza iconica
- Glycyrrhiza inflata
- Glycyrrhiza korshinskyi
- Glycyrrhiza lepidota
- Glycyrrhiza pallidiflora
- Glycyrrhiza squamulosa
- Glycyrrhiza triphylla
- Glycyrrhiza uralensis
- Glycyrrhiza yunnanensis